# توپولف تو-۱۵۴

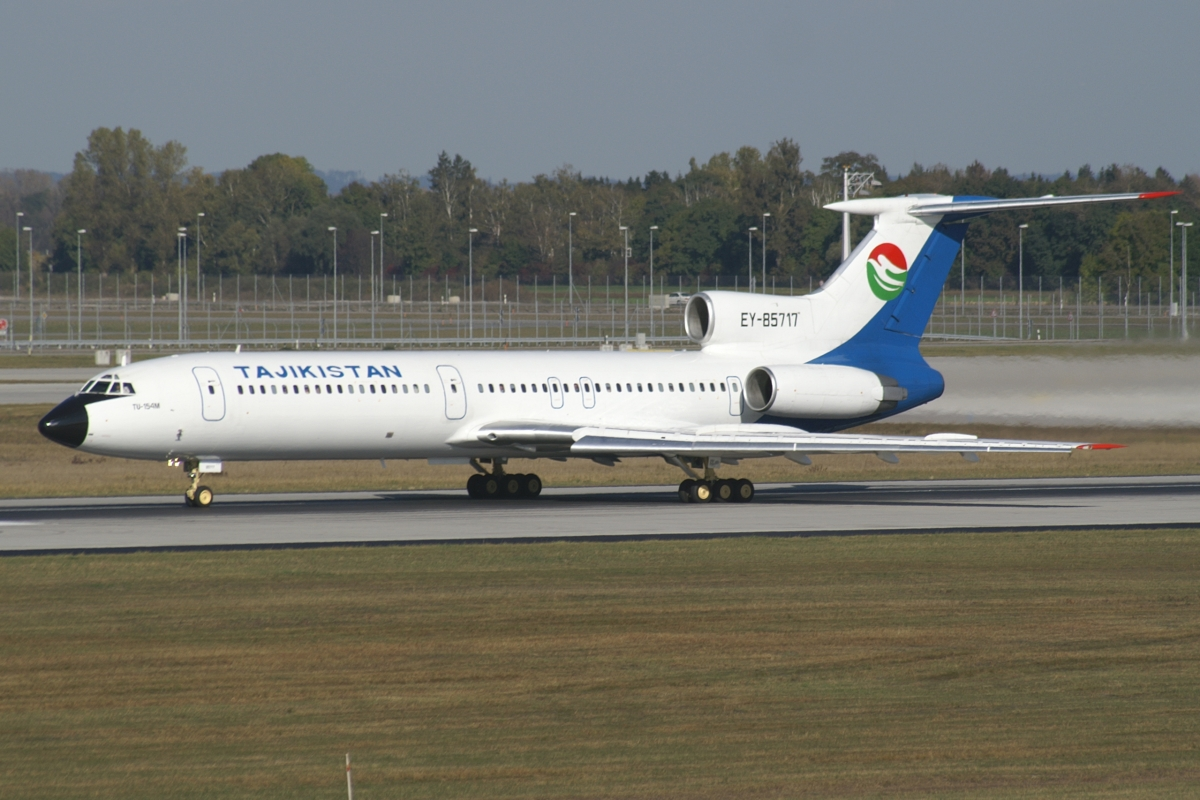
توپولف-۱۵۴ هواپیمایی تاجیکستان در مونیخ

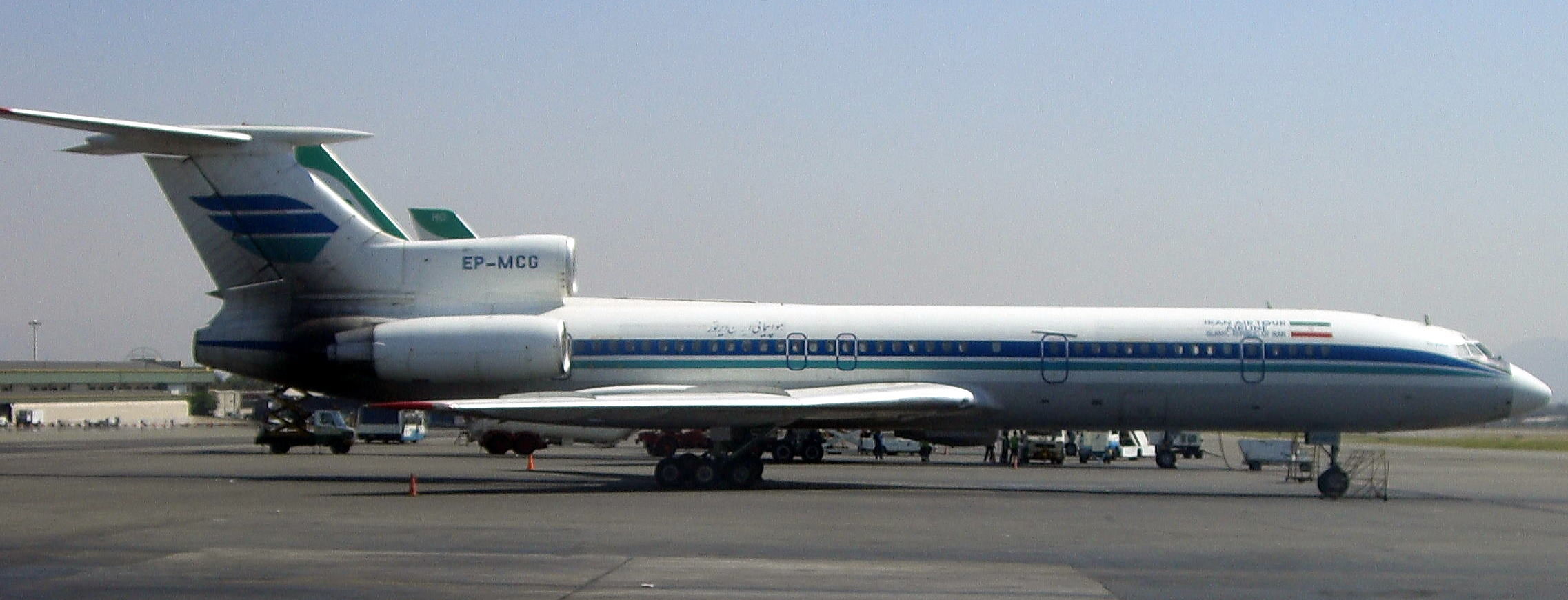
توپولف-۱۵۴ ایران ایرتور در فرودگاه شیراز

توپولف تو-۱۵۴ (به روسی: Tyполев Ту-154) یک هواپیمای مسافربری باریک‌پیکر سه‌موتوره است که توسط شرکت توپولف شوروی توسعه یافت و ساخته شد. این جت که نخستین بار در ۴ اکتبر ۱۹۶۸ به پرواز درآمد. این هواپیما قابل مقایسه با بوئینگ ۷۲۷ است اما مصرف سوخت بیشتر و اندازه کابین کمتری دارد.
توپولف ۱۵۴ هواپیمای مسافربری مناسب برای مسیرهای متوسط هوایی که در پروازهای داخلی روسیه و سایر کشورهای شوروی سابق، همچنین تا اندازه‌ای در اروپای شرقی به کار خود ادامه می‌دهد. استفاده از این نوع هواپیما از سال ۱۳۸۹ در ایران متوقف شده‌است.

## پیشینه
توپولف ۱۵۴ مدل توسعه یافته‌ای از هواپیماهای توپولف ۱۰۴ (Tu - ۱۰۴)، آنتونف ۱۰ (An – ۱۰) و ایلوشین ۱۸ (ll-۱۸) می‌باشد. معیار طراحی در توسعه این سه هواپیما تا اندازه‌ای متفاوت بود که شامل، قابلیت پرواز در فرودگاه‌های کوچک و پرواز در ارتفاع بالا می‌باشد.
برای دستیابی به این اهداف در طراحی توپولف ۱۵۴ از سه موتور Kuznetsov NK-8 که قابلیت پرواز بهتر را می‌دادند استفاده شد، همچنین این موتورها نسبت مناسبی را از نیروی جلوبرنده به وزن ایجاد می‌کردند.
اولین پرواز توپولف ۱۵۴ در چهارم اکتبر ۱۹۶۸ انجام شد و اولین محصول آزمایشی آن در سال ۱۹۷۱ برای شرکت آئروفلوت (Aeroflot) ساخته شد و در سال ۱۹۷۲ (فوریه ۱۹۷۲) سرویس دهی آن به صورت رسمی به شرکت‌های هواپیمائی آغاز شد.
سه موتور مدل‌های مختلف هواپیمای توپولف گوناگون می‌باشد که شامل موتور کوزنتسوف برای مدل Tu-۱۵۴ اولیه، نمونه بهینه‌سازی شده آن در مدل Tu-154A با قدرت موتور بالاتر و تحمل وزن بیشتر به هنگام بلند شدن (Max Takeoff Weight) و باز هم افزایش قدرت در Tu-154B جهت تحمل وزن بیشتر هنگام بلند شدن و همچنین Tu-154S نمونه هواپیمای باری Tu-154B می‌باشد.
محصول کنونی Tu-154M می‌باشد که اولین پرواز خود را در سال ۱۹۸۲ انجام داد. تولید این هواپیما تحولی بزرگ‌تر در عرصه ساخت هواپیماهای توپولف به حساب می‌آمد که با موتورهای قابل اطمینان Soloviev نسبت به نمونه‌های قبلی بسیار اقتصادی تر و سریعتر بود.

## مشخصات فنی
هواپیمای توپولف با سه موتور کوزنتسوف NK-8 برای مدل‌های Tu-154, Tu-154A و Tu-154B و همچنین سه موتور Soloviev D-۳۰KU در مدل Tu-154M با وزن هواپیمای خالی عملیاتی شده ۴۳۵۰۰ کیلوگرم در مدل Tu-۱۵۴ عادی و ۵۵۳۰۰ کیلوگرم در مدل Tu-154M قابلیت پرواز تا حداکثر سرعت ۹۷۵ کیلومتر بر ساعت (حالت اقتصادی تر آن ۹۰۰ کیلومتر بر ساعت تعیین شده‌است) و طی مسافت (برد پروازی) ۳۹۰۰ کیلومتر را دارا می‌باشد.
حداکثر تحمل وزن توپولف ۱۵۴ عادی: ۹۰۰۰۰ کیلوگرم
حداکثر تحمل وزن توپولف ۱۵۴ ام: ۱۰۰۰۰۰ کیلوگرم
فاصله دوسر بالها: ۵۵/۳۷ متر
مساحت سطح بال‌ها: ۵/۲۰۱ مترمربع
طول هواپیما: ۴۸ متر
ارتفاع: ۴/۱۱ متر
قابلیت حمل مسافر: ۱۵۸ تا ۱۶۴ مسافر در مدل‌های Tu-154, Tu-154A, Tu-154B و ۱۸۰ مسافر در مدل Tu-154M
طراحی چرخ‌ها به گونه ای است که پس از فرود در صورت لیز بودن باند هواپیما به سادگی سر نمی‌خورد. این هواپیما مجهز به سیستم تخلیه سوخت نیست.

## آمار

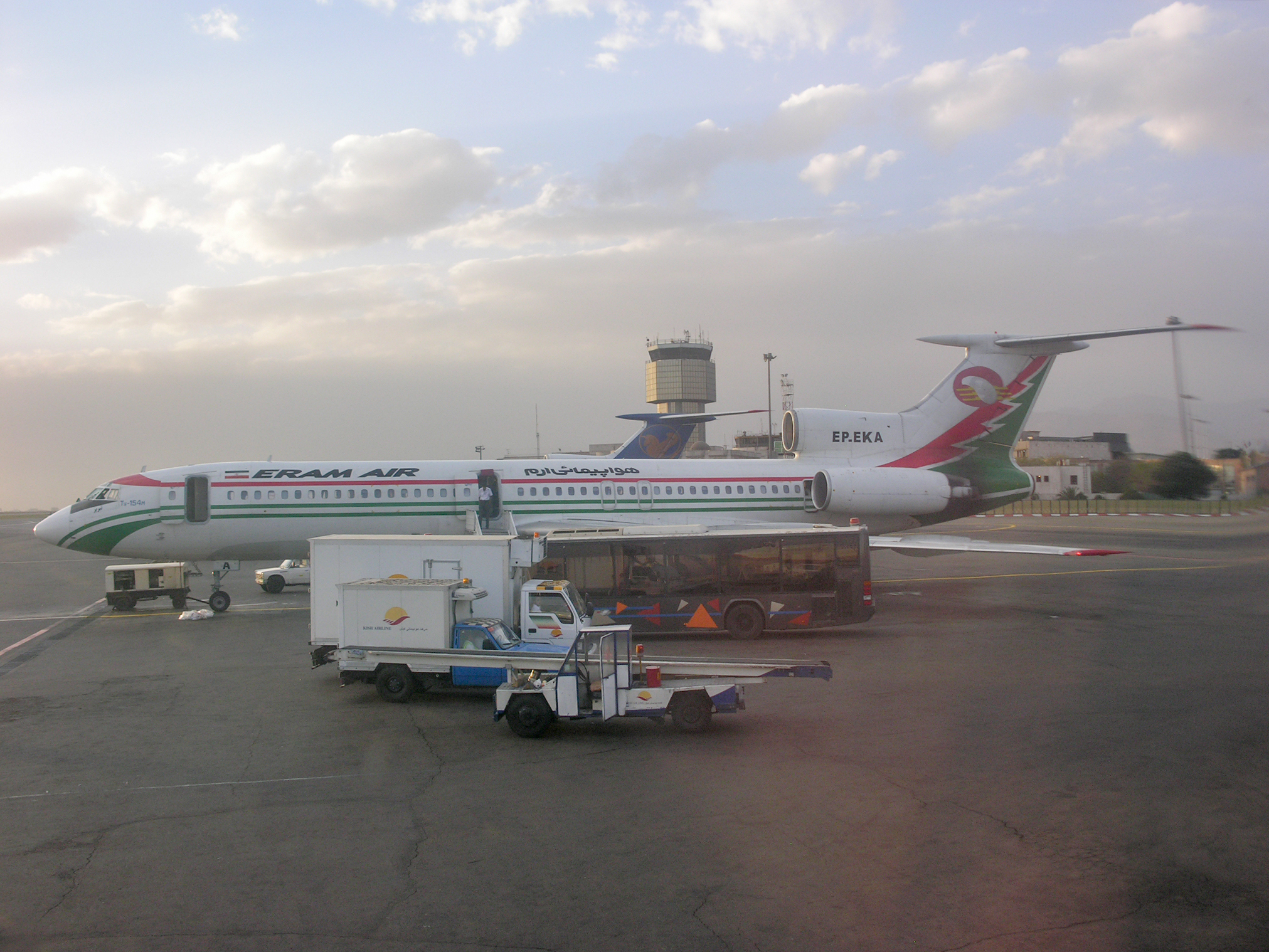
توپولوف154 شرکت منحل شده ارم ایر در فرودگاه مهراباد(2007)

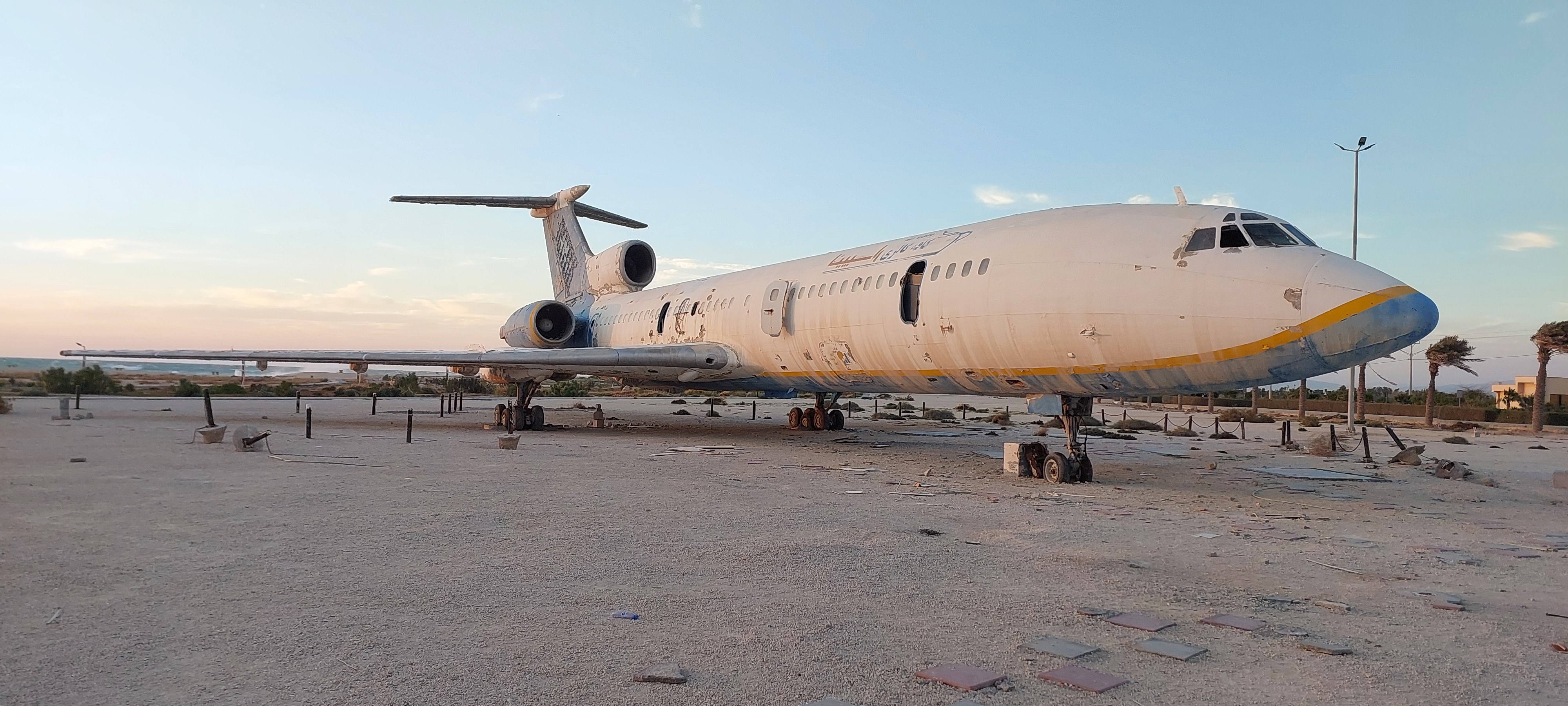
توپوف-۱۵۴ از رده خارج هواپیمایی کیش ایر در جزیره کیش (مجاور با کشتی یونانی) که مدت کوتاهی به عنوان رستوران و جلوه گردشگری از آن استفاده شد. اما پس از پاندمی بیماری کووید-۱۹ بلااستفاده ماند و متروکه شد.

نزدیک به ۹۰۰ هواپیمای توپولف در مدل‌های گوناگون ساخته شده که از این تعداد ۳۲۵ فروند آن مدل Tu-154M می‌باشد. در ایران شرکت‌های هواپیمائی ایران ایرتور، تابان، آریا، کیش ایر و هواپیمایی کاسپین از مدل Tu-154M این هواپیما استفاده می‌کردند اما تا تاریخ ۱۳۸۹/۱۱/۱۰ فقط شرکت‌های ایران ایرتور - کاسپین - کیش ایر- تابان کاربر این هواپیما بودند که پس از این تاریخ این هواپیما در ایران برای همیشه زمینگیر شد.

## سوانح توپولف-۱۵۴ در ایران
- ۱۹ بهمن ۱۳۷۱ (۸ فوریه ۱۹۹۳): هواپیمای توپولوف ۱۵۴ شرکت ایران ایرتور با یک هواپیمای سوخو-۲۴ متعلق به نیروی هوایی ارتش در نزدیکی تهران برخورد کرد. در این حادثه ۱۳۳ نفر کشته شدند.
- در تاریخ ۵ بهمن ۱۳۸۸ (۲۵ ژانویه ۲۰۱۰) یک فروند هواپیمای توپولوف ۱۵۴ با ۱۵۷ مسافر و ۱۳ خدمه متعلق به هواپیمایی تابان در فرودگاه شهید هاشمی نژاد مشهد پس از فرود دچار آتش‌سوزی شد. داخل هواپیما و موتورها به کل سوخته و بال سمت راست، دم و چرخ هواپیما به علت این آتش‌سوزی جدا شدند. این حادثه ۴۲ مصدوم بر جای گذاشت.[۳]
- ظهر روز چهارشنبه ۲۴ تیر ۱۳۸۸ یک فروند هواپیمای مسافربری از نوع توپولوف ۱۵۴ متعلق به شرکت هواپیمایی کاسپین که عازم ارمنستان بود دقایقی پس از تیک آف از فرودگاه امام خمینی تهران در ۱۲ کیلومتری جنوب قزوین بین منطقه فارسیان و جنت آباد در بخش مرکزی قزوین سقوط کرد که منجر به کشته شدن تمامی ۱۶۹ سرنشین (مسافر و خدمه) این هواپیما شد (ر.ک. پرواز شماره ۷۹۰۸ هواپیمایی کاسپین).
- ۱۰ شهریور ۱۳۸۵ (۱ سپتامبر ۲۰۰۶): سقوط هواپیمای توپولوف ۱۵۴ شرکت ایران ایرتور در فرودگاه مشهد. این هواپیما حامل ۱۴۸ مسافر و در مسیر بندرعباس-مشهد در حال پرواز بود. در این حادثه ۲۸ نفر کشته و ۵۰ نفر زخمی شدند.
- ۲۳ بهمن ۱۳۸۰ (۱۲ فوریه ۲۰۰۲): هواپیمای توپولوف ۱۵۴ شرکت ایران ایرتور در نزدیکی خرم‌آباد به دلیل شرایط نامساعد جوی با کوه برخورد کرد و ۱۱۹ نفر کشته شدند.

## سایر سوانح

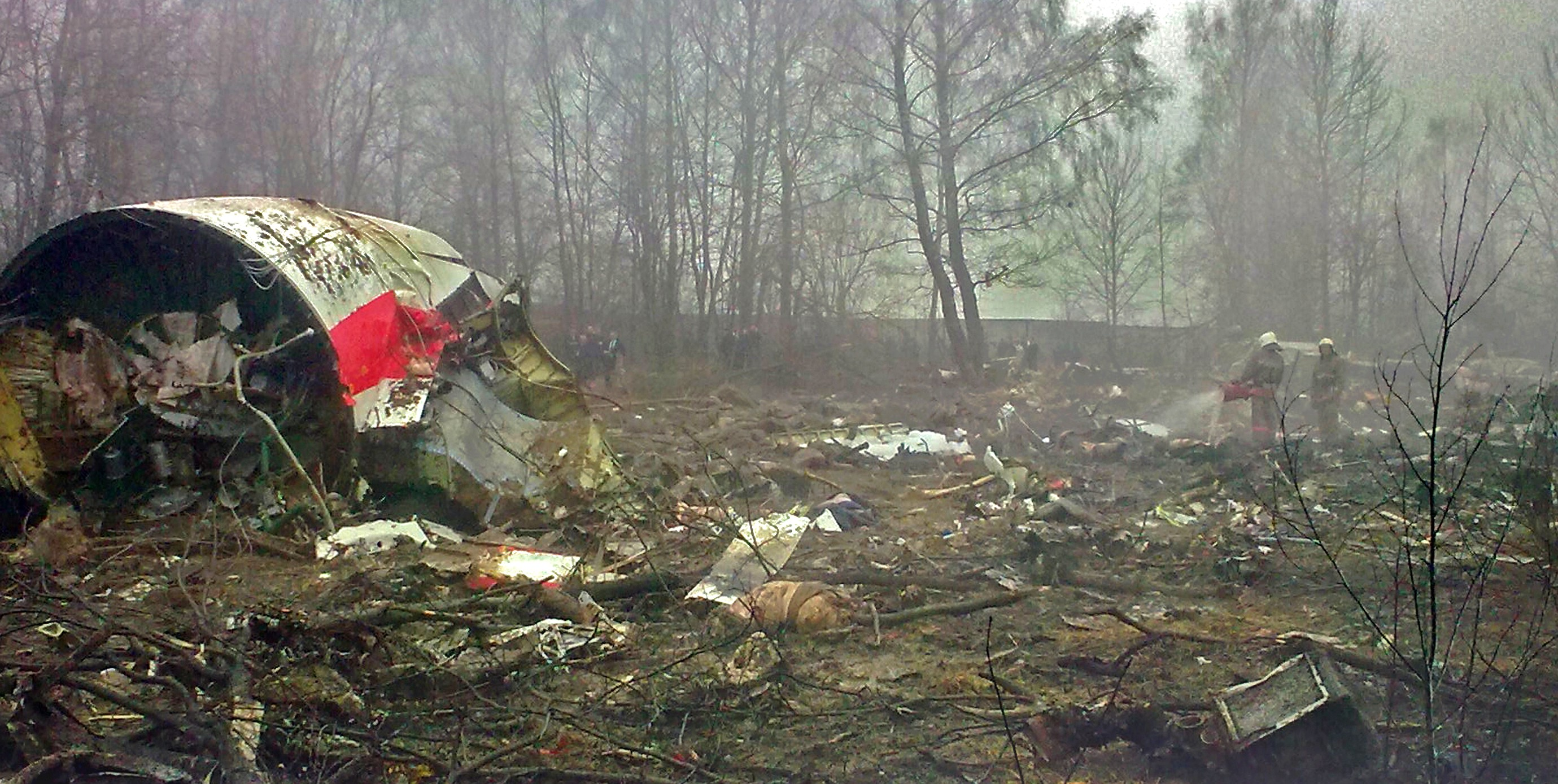
فاجعه سقوط توپولوف154 دولت لهستان در 10آوریل2011

- فاجعه سقوط توپولوف154 دولت لهستان در 10آوریل2011در روز ۵ دی ماه ۱۳۹۵ یک فروند هواپیمای توپولوف ۱۵۴ وزارت دفاع روسیه با ۹۲ سرنشین بعد از عزیمت از شهر سوچی واقع در جنوب روسیه از صفحه رادار محو شد. هواپیمای توپولوف ۱۵۴ با ۹۲ سرنشین از جمله خبرنگاران، پرسنل نظامی، موسیقیدان‌های گروه موزیک الکساندورف زمانی که بر فراز دریای سیاه پرواز می‌کرد، سقوط کرد. ایگور کوناشنکوف سخنگوی وزارت دفاع روسیه اعلام کرد که در مجموع ۹۲ نفر در هواپیمای توپولوف ۱۵۴که در دریای سیاه سقوط کرده حضور داشتند. شبکه راشاتودی نیز گزارش کرد که ۸۴ نفر از سرنشینان این هواپیما را مسافران و ۸ نفر دیگر را خدمه هواپیما تشکیل می‌داده‌است که تمامی سرنشینان در دم کشته شدند. هواپیمای سانحه دیده فوق حامل یک گروه سرود و شماری از نظامیان روس بوده و براساس برنامه قرار بود به سوریه برود.
- در روز ۲۱ فروردین ۱۳۸۹(۱۰ آوریل ۲۰۱۱) هواپیمای توپولف ۱۵۴ دولت لهستان که حامل رئیس‌جمهور این کشور بود در نزدیکی فرودگاه شهر سمولینسک در غرب روسیه سقوط کرد. در این حادثه کلیه ۱۳۲ سرنشین هواپیما از جمله لخ کاچنیسکی، رئیس‌جمهور لهستان، همسر رئیس‌جمهور، معاون پارلمان، معاون وزارت خارجه، رئیس ستاد ارتش و گروهی از نمایندگان پارلمان لهستان جان خود را از دست دادند.
- در سال ۱۳۸۵، چرخ هواپیمای توپولف ۱۵۴ متعلق به خطوط هوایی ایران ایرتور پس از فرود در فرودگاه مشهد ترکید که به انحراف و آتش گرفتن هواپیما منجر شد. در این حادثه دست کم ۲۸ نفر کشته و ۶۹ نفر هم مصدوم یا دچار سوختگی شدند.
- در سال ۲۰۰۶ (میلادی) یک هواپیمای مسافربری توپولف با ۱۷۰ مسافر در شرق اوکراین سقوط کرد.
- در سال ۲۰۰۲ (میلادی)، دست کم دو حادثه هوایی برای هواپیماهای توپولف رخ داد؛ در یکی از آن‌ها که ۱۲ فوریه در ایران رخ داد، بر اثر برخورد یک توپولف ۱۵۴ متعلق به ایران ایرتور به کوه‌هایی در غرب ایران، تمام ۱۱۷ نفر مسافر و خدمه آن کشته شدند.
- در حادثه‌ای دیگر در تابستان سال ۲۰۰۲ (میلادی)، ۷۱ مسافر که بیشتر آن‌ها کودک بودند، کشته شدند. توپولف حامل این کودکان در مسیر حرکت از روسیه به سمت اسپانیا در آسمان جنوب آلمان، با یک هواپیمای باری بوئینگ ۷۵۷ برخورد کرد.
- در سال ۲۰۰۱ (میلادی) هم دست کم دو حادثه برای هواپیماهای توپولف رخ داد؛ روز چهارم اکتبر سال ۲۰۰۱ (میلادی)، هواپیمای متعلق به خطوط هوایی سیبر روسیه که از تل آویو به سمت نووسبرسک سیبری می‌رفت، در میانه راه منفجر شد و تمام ۷۸ مسافر و خدمه آن کشته شدند.
- روز سوم ژوئیه هم یک توپولف ۱۵۴ در مسیر حرکت از اکاترینبورگ در کوه‌های اورال به سمت بندر ولادیوستوک روسیه، در نزدیکی شهر ارکوتسک سقوط کرد که باعث مرگ ۱۳۳ مسافر و ۱۰ نفر خدمه آن شد.